# Huangzhou
Huangzhou är ett stadsdistrikt och centralort i Huanggangs stad på prefekturnivå i Hubei-provinsen i centrala Kina. Det ligger omkring 59 kilometer öster om provinshuvudstaden Wuhan. 
Under första hälften av 1900-talet hade Svenska Missionsförbundet en missionsstation i Huangzhou.

## Källa
- Stenström, Gösta; Åhman Birgitta (1990). Kyrkorna vid Yangtsefloden. Stockholm: Svenska missionsförb. Libris 7598224. ISBN 91-7070-724-3